# Béla Kuhárszki
Béla Kuhárszki (Budapest, 29 aprile 1940 – Budapest, 7 marzo 2016) è stato un calciatore ungherese, di ruolo difensore.

## Carriera

### Club
Ha giocato quasi tutta la sua carriera con l'Újpest, club con il quale ha vinto il campionato ungherese nel 1959/'60. Ha chiuso la carriera militando per una stagione nell'Egyetértés, sempre nella massima divisione ungherese.

### Nazionale
Con la Nazionale ungherese ha esordito il 9 ottobre 1960, in occasione dell'amichevole contro la Jugoslavia: giocò i primi ottanta minuti prima di essere sostituito da Molnár János.
In seguito ha preso parte ai Mondiali 1962 disputando un'unica gara, quella contro l'Argentina finita a reti inviolate. Fu quella anche l'ultima partita con la selezione magiara; in tutto giocò sei partite in nazionale, senza mettere a segno reti.

## Statistiche

### Cronologia presenze e reti in nazionale
| Cronologia completa delle presenze e delle reti in nazionale ― Ungheria | Cronologia completa delle presenze e delle reti in nazionale ― Ungheria | Cronologia completa delle presenze e delle reti in nazionale ― Ungheria | Cronologia completa delle presenze e delle reti in nazionale ― Ungheria | Cronologia completa delle presenze e delle reti in nazionale ― Ungheria | Cronologia completa delle presenze e delle reti in nazionale ― Ungheria | Cronologia completa delle presenze e delle reti in nazionale ― Ungheria | Cronologia completa delle presenze e delle reti in nazionale ― Ungheria |
| Data                                                                    | Città                                                                   | In casa                                                                 | Risultato                                                               | Ospiti                                                                  | Competizione                                                            | Reti                                                                    | Note                                                                    |
| ----------------------------------------------------------------------- | ----------------------------------------------------------------------- | ----------------------------------------------------------------------- | ----------------------------------------------------------------------- | ----------------------------------------------------------------------- | ----------------------------------------------------------------------- | ----------------------------------------------------------------------- | ----------------------------------------------------------------------- |
| 9-10-1960                                                               | Budapest                                                                | Ungheria                                                                | 1 – 1                                                                   | Jugoslavia                                                              | Amichevole                                                              | -                                                                       | 80’                                                                     |
| 30-4-1961                                                               | Rotterdam                                                               | Paesi Bassi                                                             | 0 – 3                                                                   | Ungheria                                                                | Qual. Mondiali 1962                                                     | -                                                                       |                                                                         |
| 7-5-1960                                                                | Belgrado                                                                | Jugoslavia                                                              | 2 – 4                                                                   | Ungheria                                                                | Amichevole                                                              | -                                                                       | 19’                                                                     |
| 11-6-1961                                                               | Budapest                                                                | Ungheria                                                                | 1 – 2                                                                   | Austria                                                                 | Amichevole                                                              | -                                                                       | 74’                                                                     |
| 13-12-1961                                                              | Ñuñoa                                                                   | Cile                                                                    | 0 – 0                                                                   | Ungheria                                                                | Amichevole                                                              | -                                                                       | 75’                                                                     |
| 6-6-1962                                                                | Rancagua                                                                | Ungheria                                                                | 0 – 0                                                                   | Argentina                                                               | Mondiali 1962                                                           | -                                                                       |                                                                         |
| Totale                                                                  |                                                                         | Presenze                                                                | 6                                                                       |                                                                         | Reti                                                                    | 0                                                                       |                                                                         |

## Palmarès
- Campionato ungherese: 1

Újpest: 1959-1960